# Khải Hoàn Môn (München)

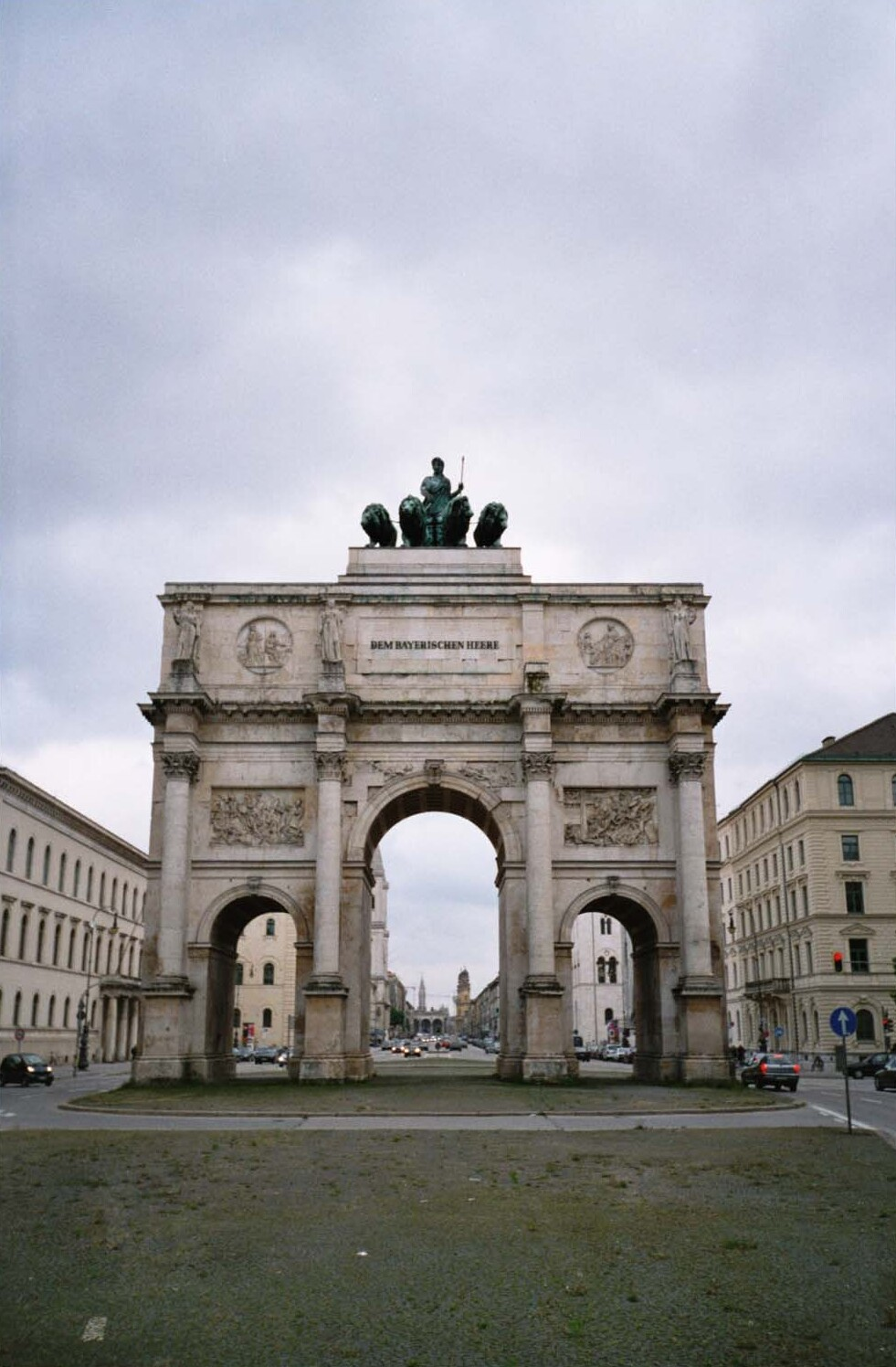
Khải Hoàn Môn München

Khải Hoàn Môn (tiếng Đức: Siegestor - Cổng chiến thắng) của thành phố München nằm tròn 1 km về phía bắc của Hành lang Tướng quân và ngăn Đường Ludwig (Ludwigstraße) chấm dứt tại Khải Hoàn Môn với Đường Leopold (Leopoldstraße) bắt đầu từ đấy. Khải Hoàn Môn cũng là ranh giới giữa hai khu phố của München: Maxvorstadt và Schwabing.

## Lịch sử
Năm 1840 vua Ludwig I của Bayern yêu cầu người kiến trúc sư của ông là Friedrich von Gärtner tạo kế hoạch xây dựng một khải hoàn môn theo gương mẫu của Khải hoàn môn Constantine trong thành phố Roma, tạo thành điểm kết con đường hoành tráng của ông: Đường Ludwig. Khải hoàn môn này là công trình tưởng niệm cho quân đội Bayern, tương ứng với Hành lang Tướng quân, là công trình khởi điểm cho Đường Ludwig.
Khải Hoàn Môn được xây dựng từ năm 1843 đến năm 1852. Cỗ xe tứ mã đặt lên trên là tác phẩm của Friedrich Brugger, Johann Martin von Wagner và Johann von Halbig. Nữ thần bảo hộ Bayern, Bavaria, cưỡi cỗ xe tứ mã hướng về phía ra khỏi thành phố. Mặt phía bắc Khải Hoàn Môn có khắc dòng chữ "Vì quân đội Bayern" (Dem Bayerischen Heere).

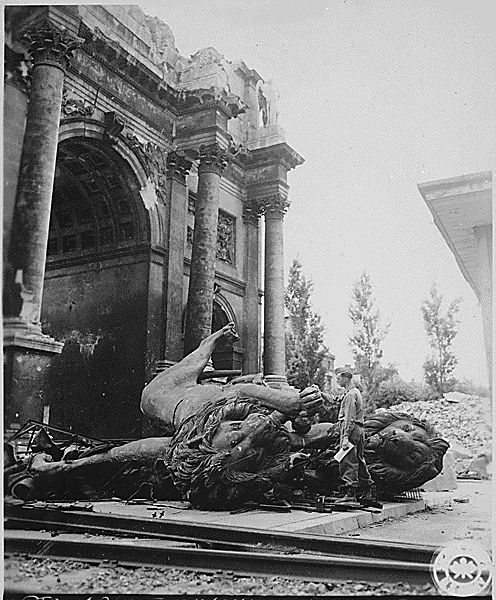
Khải Hoàn Môn năm 1945

Khải hoàn môn bị hư hại nặng trong Chiến tranh thế giới thứ hai. Sau chiến tranh, dưới ấn tượng của sự tàn phá và nhiều hậu quả khác như việc trục xuất và mặc cảm gây ra chiến tranh, Khải Hoàn Môn đã được cố tình tái kiến thiết một cách đơn giản hơn và trên mặt nam có khắc thêm dòng chữ do sử gia nghệ thuật và nhà văn lịch sử Wilhelm Hausenstein phác thảo: "Hiến dâng cho chiến thắng, bị chiến tranh tàn phá, nhắc nhở đến hòa bình" (Dem Sieg geweiht, vom Krieg zerstört, zum Frieden mahnend). Từ đó Khải hoàn môn có ý nghĩa mới: Chiến tranh không chỉ đem lại chiến thắng, mà cả đau thương và tàn phá. Nó phá hủy cả biểu tượng của chiến thắng. Bởi vậy lời giải phải là hòa bình. Cỗ xe tứ mã do Elmar Dietz tái tạo được dựng lại trên Khải Hoàn Môn năm 1972.